# Крамаренко Сергій Макарович
Крамаренко Сергій Макарович (10 квітня 1923, Калинівка (зараз Роменський район, Сумська область, — 21 травня 2020, Москва) — радянський льотчик-ас, брав участь у Другій світовій війні та війні у Кореї (1950—1953), Герой Радянського Союзу (1951).

## Біографія
Після закінчення середньої школи вступив до електротехнічного інституту інженерів залізничного транспорту в Москві.
Провчившись в інституті всього три місяці, по комсомольській путівці прийшов до Дзержинського аероклубу. Закінчивши його, став курсантом Борисоглібського льотного училища. Там і застала його війна.

## Участь у Другій світовій війні
У червні 1942 року школу зі станції Поворни перевели далеко вглиб країни. А вісім найбільш підготовлених курсантів, серед яких опинився і Крамаренко, направили до 1-го запасного авіаполку, який знаходився в Арзамасі.
З серпня 1942 — на фронті в складі 523-го ВАП 303-й ВАД на Західному фронті. За рік зробив понад 80 бойових вильотів, при цьому збив ворожий літак і аеростат.
У 1944 році був переведений в 19-й винищувальний авіаполк. В ході боїв на Західній Україні був збитий. З кінця жовтня 1944 року став літати у складі 176-го Гвардійського винищувального авіаполку. Кілька разів на новому Ла-7 йому довелося бути веденим у прославленого аса Івана Кожедуба. Тут Крамаренко збив один ворожий літак особисто.
До кінця війни Сергій Крамаренко виконав 66 бойових вильотів, провівши 26 повітряних боїв, здобув 3 перемоги особисто (збив 2 літаки противника та 1 аеростат) і 10 перемог — в групі.

## Післявоєнна кар'єра
Після закінчення Радянсько-німецької війни продовжив службу, в 1949 році здійснив перший політ на реактивному Як-15, а в січні — лютому 1950 року освоїв МіГ-15.

## Участь у війні в Кореї
В грудні 1950 року у званні капітана на посаді заступника командира ескадрильї відбув в урядове відрядження в Китай. З 1 квітня 1951 року по кінець січня 1952 брав участь у бойових діях в небі КНДР. Першу перемогу здобув 12 квітня 1951, збивши в надзвичайно тяжкому бою F-80 Shooting Star, 2 червня збив F-86 Sabre.
10 жовтня 1951 був виданий закритий указ Президії Верховної Ради СРСР про нагородження великої кількості льотчиків зі складу 324-ї і 303-ї винищувальних авіадивізій орденами і медалями. В цьому ж указі були названі перші вісім Героїв Радянського Союзу, які мали на той час по 6-8 перемог в повітрі. В їх числі був і С. М. Крамаренко, що мав на той момент вісім збитих літаків противника.
Всього виконав 104 бойових вильоти та, провівши 42 повітряних бою, особисто збив 13 літаків супротивника: 9 «Сейбр», 2 «Метеора», один F-80 і один F-84.

## Список повітряних перемог
| Дата повітряного бою | Кількість і тип збитих ворожих літаків (особисто/в групі) |
| -------------------- | --------------------------------------------------------- |
| 19.03.1944           | 1 Ме-110                                                  |
| 16.02.1945           | 1 FW-190                                                  |
| 12.04.1951           | 1F-80C                                                    |
| 02.06.1951           | 1 F-86A                                                   |
| 17.06.1951           | 1 F-86A                                                   |
| 11.07.1951           | 1 F-86A                                                   |
| 29.07.1951           | 1 F-86A                                                   |
| 12.09.1951           | 1 F-80                                                    |
| 23.09.1951           | 1 F-86A                                                   |
| 30.10.1951           | 1 F-84E                                                   |
| 01.12.1951           | 1 Meteor F.8                                              |
| 01.12.1951           | 1 Meteor F.8                                              |
| 12.01.1952           | 1 F-86                                                    |
| 12.01.1952           | 1 F-86E                                                   |
| 16.01.1952           | 1 F-86                                                    |
| 17.01.1952           | 1 F-86E                                                   |

Примітка: таблицю складено за даними джерела .

## Мирне життя
Після повернення з Кореї був обраний для навчання в Військово-Повітряної Академії. По закінченні навчання в Академії отримав розподіл в 201-й винищувальний авіаполк ППО, а в 1957 році був направлений в 167-й ГвВАП ППО, де літав на МіГ-17. Далі були призначення на різні посади по всьому Союзу. У 1970 році прославлений ас був відправлений до Іраку як радник командувача ВПС країни з безпеки польотів. У його обов'язок входила допомога місцевим пілотам і офіцерам в освоєнні технічних тонкощів МіГ-21, а також опановуванні прийомів повітряного бою. Потім було відрядження в Алжир.
У 1981, вже у званні генерал-майора, вийшов у відставку.
Вів активну громадську роботу. Був почесним професором Російської академії природничих наук, заступником голови правління Клубу Героїв Радянського Союзу, Героїв Російської Федерації та повних кавалерів ордена Слави.

## Нагороди
- Герой Радянського Союзу — Медаль «Золота Зірка»
- Орден Леніна
- 2 х Орден Червоного Прапора
- Орден Вітчизняної війни 1-го ступеня
- 1 х Орден Червоної Зірки

Медалі.